# Gau-Algesheim (Verbandsgemeinde)
Pour l’article homonyme, voir Gau-Algesheim.
Gau-Algesheim est une Verbandsgemeinde (collectivité territoriale) de l'arrondissement de Mayence-Bingen dans la Rhénanie-Palatinat en Allemagne. Le siège de cette Verbandsgemeinde est dans la ville de Gau-Algesheim.
La Verbandsgemeinde de Gau-Algesheim consiste en cette liste d'Ortsgemeinden (municipalités locales) :

Localisation de la Verbandsgemeinde de Gau-Algesheim dans l'arrondissement de Mayence-Bingen

1. Appenheim
2. Bubenheim
3. Engelstadt
4. Gau-Algesheim
5. Nieder-Hilbersheim
6. Ober-Hilbersheim
7. Ockenheim
8. Schwabenheim an der Selz